# Wetumka
Wetumka és una ciutat dels Estats Units a l'estat d'Oklahoma. Segons el cens del 2000 tenia 1.451 habitants.

## Demografia
Segons el cens del 2000, Wetumka tenia 1.451 habitants, 591 habitatges, i 346 famílies. La densitat de població era de 293,3 habitants per km².
Dels 591 habitatges en un 26,1% hi vivien nens de menys de 18 anys, en un 37,4% hi vivien parelles casades, en un 16,4% dones solteres, i en un 41,3% no eren unitats familiars. En el 38,6% dels habitatges hi vivien persones soles el 22,7% de les quals corresponia a persones de 65 anys o més que vivien soles. El nombre mitjà de persones vivint en cada habitatge era de 2,31 i el nombre mitjà de persones que vivien en cada família era de 3,06.
Per edats la població es repartia de la següent manera: un 26,9% tenia menys de 18 anys, un 8,1% entre 18 i 24, un 23,7% entre 25 i 44, un 22,5% de 45 a 60 i un 18,8% 65 anys o més.
L'edat mediana era de 39 anys. Per cada 100 dones de 18 o més anys hi havia 78,3 homes.
La renda mediana per habitatge era de 17.000 $ i la renda mediana per família de 21.645 $. Els homes tenien una renda mediana de 18.194 $ mentre que les dones 14.091 $. La renda per capita de la població era de 9.455 $. Entorn del 31,3% de les famílies i el 39,6% de la població estaven per davall del llindar de pobresa.

## Poblacions més properes
El següent diagrama mostra les poblacions més properes.